# Westside Connection
Westside Connection a fost o formație de gangsta rap americană din Los Angeles, California, formată din Ice Cube, Mack 10 și WC. Albumul de debut al grupului, Bow Down, a fost locul 2 în Billboard 200.

## Legături externe
- Westside Connection la Discogs